# Kumai Yurina
Kumai Yurina (熊井 友理奈 Kumai Yurina, Hùng Tỉnh Hữu Lý Nại) là một trong những ca sĩ hát chính trong nhóm Berryz Koubou của Hello! Project. Cô đặc biệt nổi tiếng về chiều cao của mình, và cũng là thành viên có chiều cao đứng đầu trong Hello! Project.

## Tiểu sử
Kumai Yurina đã gia nhập Hello! Project với tư cách là một trong 15 thành viên của Hello! Project Kids. Vào năm 2004, là một trong 8 thành viên được chọn để hợp thành Berryz Koubou. Kumai Yurina cũng là một trong các ca sĩ hát chính.
Cô ấy là một thành viên của Little Gatas và bây giờ cô ấy là thành viên dự bị cho Gatas Brilhantes H.P..

## Photobooks
- [2007-08-29] Kumai Yurina  Lưu trữ ngày 10 tháng 2 năm 2008 tại Wayback Machine

## Công việc khác

### Đóng phim
- [2002] 仔犬ダンの物語 (Koinu Dan no Monogatari)
- [2004] ほたるの星 (Hotaru no Hoshi)

### Sân khấu kịch
- [2003] リトル・ホスピタル (Little Hospital)

### CM
- [2003] 日本食肉消費総合センタ - (Japan Meat Information Service Center)

## Thông tin thêm
- Hello! Project Kids Audition song: Koi wo Shichaimashita! (Tanpopo)
- Cô ấy đặc biệt nổi tiếng về chiều cao của mình, và cũng là thành viên có chiều cao đứng đầu trong Hello! Project.
- Có một cậu em trai.
- Có một chú cún tên là "Mint".
- Các nghệ sĩ ưa thích của cô ấy là ayaka, Crystal Kay, UNJASH và Sakurazuka Yakkun.